# Uwe Eikemeier
Uwe Eikemeier (* 26. Juni 1943; † 5. Dezember 2017 in Langenhagen) war ein deutscher Kartonage- und Verpackungs-Unternehmer.

## Leben
Uwe Eikemeier wurde mitten im Zweiten Weltkrieg geboren als Sohn von Helmut Eikemeier, der in der Nachkriegszeit im Jahr 1949 mit drei Mitarbeitern die nach ihm benannte Kartonagenfabrik gründete, die von Hannover, Stadtteil Döhren aus, nach gut einem Viertel Jahrhundert 1976 in den Langenhagener Ortsteil Godshorn verlegt wurde an die dortige Bayernstraße als erstes Unternehmen im damals neu ausgewiesenen Gewerbegebiet.
1965 lernte der damalige Sportschütze in der örtlichen Schützengesellschaft seine Ehefrau kennen, die er zwei Jahre später heiratete. Nach der Hochzeit im Standesamt „in dem roten Backsteinhaus gleich hinter dem Gebäude der heutigen Musikschule an der Bothfelder Straße“ im Jahr 1967 fuhr das Paar mit einem Fahrzeug zur Trauung in die Kirche.
In der Nachfolge seines Vaters in dem Familienunternehmen investierte Uwe Eikemeier nach der Wende und friedlichen Revolution in der DDR ab 1990 zudem siebenstellige Beträge in den fünf neuen Bundesländern, darunter in zuvor volkseigene Betriebe (VEB) in Lucka, Brandenburg an der Havel, Gittersee, Rathenow und Treuen, in denen 2017 – neben dem Stammsitz in Langenhagen auch ein Betrieb in Polen – insgesamt rund 450 Mitarbeiter beschäftigt werden konnten.
Für sein Engagement wurde Uwe Eikemeier im Jahr 2000 mit dem Verdienstorden der Bundesrepublik Deutschland ausgezeichnet. Während eines Besuches in der in Thüringen gelegenen Stadt Lucka würdigte der seinerzeitige Ministerpräsident des Landes Bernhard Vogel den Langenhagener Unternehmer, der im ersten Jahrzehnt nach der Übernahme des VEB „mehr geschaffen [habe] als andere in 50 Jahren“. Zu den dortigen Leistungen Eikemeiers zählt auch der zum Firmenjubiläum geschaffene Sozialfonds „Lucksche für Lucksche“, dessen Grundkapital mit seinerzeit zunächst 25000 DM von Eikemeiers Geschäftspartnern mit Spenden zum Firmenjubiläum aufgebracht worden war und durch den bedürftige Menschen in Lucka profitieren konnten.
Eikemeier, dem die Familie an erster Stelle stand, unterstützte darüber hinaus beispielsweise auch Schulen und Vereine. Er war ein großer Mäzen des Langenhagener Schützenwesens, initiierte und sponserte viele Jahre den „Haxenabend“ und holte seit den frühen 1990er Jahren Nachwuchsmusiker aus Thüringen nach Langenhagen. Neben der Förderung von Ausbildungsplätzen setzte er sich in besonderer Weise für seine Mitarbeiter ein. Zudem lud der Unternehmer mehrfach zu „Wirtschaftsstammtischen“ ein und kümmerte sich in verschiedenen Netzwerken um die Förderung der heimischen Wirtschaft.
Für sein Lebenswerk wurde Uwe Eikemeier mit dem Großen Preis des Mittelstandes geehrt. Der Unternehmer, der gemeinsam mit seiner Ehefrau jahrzehntelang auf Golfplätzen seinen Freundeskreis vergrößerte und im März 2017 Goldene Hochzeit feiern konnte, starb Ende desselben Jahres „nach langer schwerer Krankheit im Alter von 74 Jahren“. Seine beiden schon zuvor seit Jahren in der Geschäftsführung des Familienunternehmens wirkenden Kinder, Tochter Cornelia Eikemeier und Sohn Christian Eikemeier, haben die Weiterführung der Eikemeierschen Firmen angekündigt.